# 沙姆利
沙姆利（羅馬化：Shāmli）是印度北方邦沙姆利县的一个城镇。总人口89861（2001年）。

## 人口
该地2001年总人口89861人，其中男性48130人，女性41731人；0—6岁人口13239人，其中男7395人，女5844人；识字率64.16%，其中男性为70.05%，女性为57.36%。